# 超级抗原
超级抗原（SAgs）是一类导致非特异性免疫的蛋白质。超级抗原非特异性地激活T细胞，导致T细胞克隆激活和大量细胞激素的释放。超级抗原被微生物抗原（包括支原体，细菌，病毒等等）作为可以破坏人体免疫机制的防御措施。 相比于普通抗原之激活人体总量的0.0001-0.001%的T细胞，超级抗原可以激活高达25%的T细胞。Anti-CD3和Anti-CD28 Antibodies（CD28-SuperMAB）这些超级抗原甚至能激活全部的T细胞。
超级抗原激活抗体不需要抗原呈現細胞的加工处理，而是以完整的蛋白质形式提呈给T细胞，其一端不是与抗原肽结合槽结合而是直接与APC细胞的膜上的MHCⅡ类分子的非多态区外侧结合，形成超抗原-MHC复合物；另一端直接与T细胞受体（TCR）的β链v区片段外侧结合，以诱导免疫应答反应。因此T细胞对超抗原的识别不受MHC限制可选择性结合、活化具有同一vβ簇的多克隆T细胞，故其作用亦无严格的抗原特异性。
超级抗原非特异性地大量激活T细胞进而激活B细胞产生不同的抗体，其中一些可能会针对自身抗原导致自身免疫病。

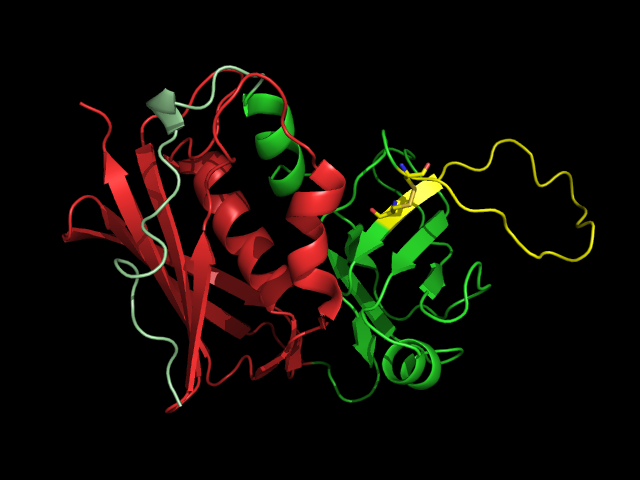
SEB, 一种细菌超级抗原 (PDB:3SEB)
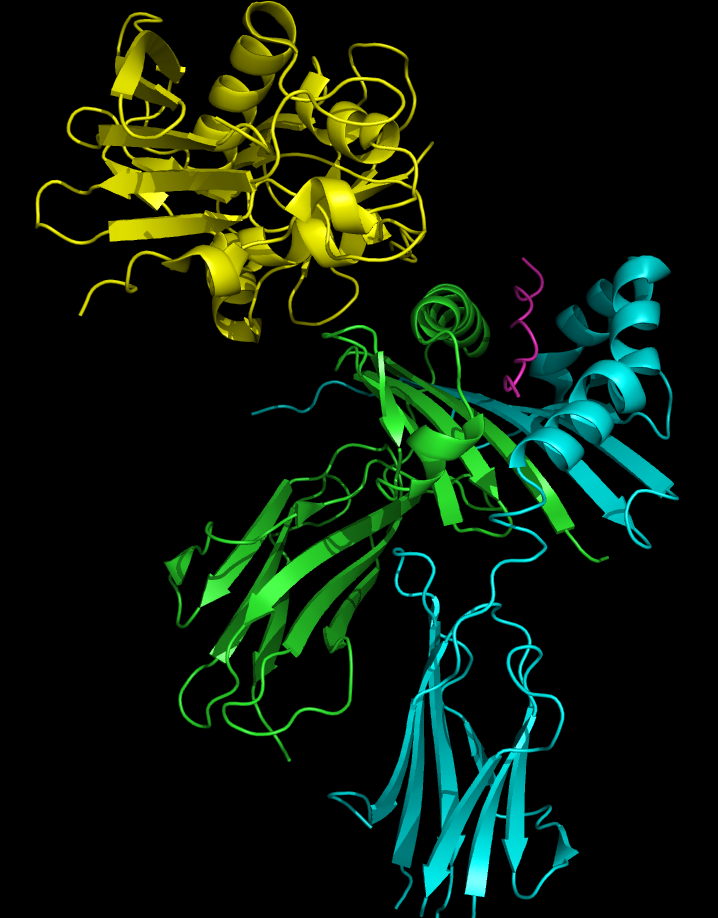
SEC3 (黄色) 与 MHC class II 分子(绿色& 蓝绿色).